# Infaillibilité (Islam)
L’infaillibilité dans l’islam, en arabe : عِصْمَة, isma étymologiquement « ce par quoi on se protège pour éviter un mal », est, selon le dictionnaire Lisān Al-ʻArab, la préservation, protection. Elle concerne, pour tous les musulmans, les prophètes. La croyance en l'infaillibilité des imams est une des caractéristiques des chiites duodécimains. L'infaillibilité a aussi été associée au fondateurs des Almohades ou plus globalement à la communauté musulmane entière dans le cadre du « consensus »-ijma.
Les prophètes possèdent une place importante pour l'islam, place qui évolue avec le temps. Le dogme de l'impeccabilité des prophètes, ceux-ci étant censés ne jamais avoir péché, se développe ainsi à partir du IXe siècle, en contradiction avec le texte coranique même.

## Le concept de l'infaillibilité des prophètes

### Un dogme musulman
Le terme isma recouvre les idées d'infaillibilité et d’impeccabilité. Ce dogme découle de l'obligation religieuse de croire dans les prophètes et dans l'évolution de Mahomet en « beau modèle » à imiter. Plusieurs définitions de cette impeccabilité ont été créées. Ainsi, pour certains, un prophète ne peut commettre aucune faute, pour d'autres, il peut faire des péchés véniels, enfin pour d'autres, cela ne s'applique qu'à partir du début de la prophétie. Ainsi, al-Ashari et ses disciples auront une vision limitée de l'impeccabilité. L'édification du miracle coranique (i'gâz al-qur'ân) semble avoir été leur seule ambition lorsqu'ils proclamaient l'infaillibilité du prophète dans la transmission de la révélation.
Cette impeccabilité a été rejetée par les Kharijites, ceux-ci défendant qu'une faute vénielle pouvait mener à une excommunication. En cela, un prophète aussi pouvait devenir infidèle. La mise en place de la doctrine « orthodoxe » s'est faite en opposition à ces courants qu'elle rejette. À l'époque moderne, certains auteurs remettent en cause ce dogme en s'appuyant sur les textes anciens.

### Historique
Pour Olivier Hanne, « Les quatorze siècles de l’islam ont construit autour de lui une doctrine cohérente que l’historien perce difficilement. ». La vie de Mahomet racontée par les traditions est donc « une image idéalisée du Prophète à travers le regard des musulmans des VIIIe – Xe siècles ».
C'est ainsi, par exemple, que se met en place la doctrine de l’impeccabilité de Mahomet et des prophètes, absente des premières générations de musulmans et contraire, pour ceux-ci, à la formule coranique disant que Mahomet est un « homme comme les autres ». Les écrits plus anciens associent à certains prophètes des « fautes graves ». De même, le Coran et les hadiths évoque des fautes commises par plusieurs prophètes, dont Adam, Moïse, David et Mahomet, lui-même. Cette mise en place a impliqué de « négliger les textes litigieux », de s'estimer « libre dans l'interprétation » et des réflexions sur l’intentionnalité de ces fautes.
Le Coran ne défend donc en rien le dogme de l'impeccabilité des Prophètes. La Sunna, elle-même, n'en contient que quelques traces et les recueils de hadiths ne parlent guère plus de ce thème que le Coran. Nadjet Zouggar considère que « les sources scripturaires d'autorité de l'islam ne permettent donc pas d'établir la doctrine de l'impeccabilité ni même celle de l'infaillibilité des prophètes ». Si une tendance à « blanchir » Mahomet de toute erreur apparaît dans les premières écritures biographiques, cette doctrine est énoncée, pour la première fois clairement, par Ibn Hanbal (855). Ce dogme entraînera des conflits d’interprétation lorsque la vieille exégèse (y compris dans les écrits attribués à Mahomet) heurtait ce principe d’impeccabilité.
Cette notion aurait été importée dans l'islam par le biais de l'islam chiite, à partir de l'influence des croyances orientales et a connu dans la pensée sunnite des évolutions et une mise en place longue. La définition de ce dogme pour l'islam sunnite se construit en réaction à la doctrine de l'impeccabilité appliquée par les chiites aux Imams et, possiblement aussi, par comparaison avec le statut de Jésus chez les chrétiens. Hormis certaines positions modernes, c'est l'avis d'Ibn Taymiyya (1328) qui est, aujourd'hui, le plus suivi. Ibn Taymiyya limite la portée de la isma à l'infaillibilité du Prophète dans la transmission du message coranique. Il rejoint ainsi les anciens ash'arite et se démarque des visions chiite et mutazilite.

## L’infaillibilité des imams
Les chiites affirment que Mahomet, « Fātima, al-Ḥasan et al-Ḥusayn ou encore l’ensemble des imams » sont Impeccables. Ayant l'essentiel des responsabilités de la communauté de l'islam, il est exposé en permanence au risque de l'erreur et de la déviation. Cette croyance a été fortement critiquée et a été perçue par des contradicteurs comme une volonté de diviniser les imams.
Les chiites considèrent que cette attention spéciale qu'ils accordent à l'infaillibilité est une preuve de la maturité de leur pensée religieuse, et de leur compréhension profonde de l'essence de l'islam.
Ils cherchent à connaître le guide spirituel avec une extrême minutie, car une telle fonction ne peut échoir qu'à un être doté de toutes les perfections.
L'infaillibilité est le résultat de l'excellence morale de l'imam et de la grâce divine qui lui accordent la science et la connaissance de tout ce dont il a besoin pour conduire les affaires des musulmans, en tant que communauté ou individus.
Ces caractéristiques ne peuvent être réunies qu'au sein des imams de la famille de Mahomet.
L’imam a été créé pour guider.
Dieu lui a donné les qualités nécessaires pour cela. Il ne commet pas de péchés, pour la bonne raison qu'il est plongé en permanence dans la contemplation divine. Selon les chiites, le verset de la purification (sourate « Les coalisés », verset 33) est une preuve de l’infaillibilité de Mahomet et de l'Ahl al-bayt. De leur côté, les sunnites n'exigent pas de leurs dirigeants qu'ils soient dotés de la qualité d'infaillibilité. Ils considèrent que l'obéissance religieuse est due même à un calife corrompu.

Lorsqu'il a été demandé à l'imam Zayn al-ʻAbedîn le sens de « maʻçoum » (infaillible), il répondit : 

« C'est quelqu'un qui se protège par la corde d'Allah en s'y accrochant ; et la corde d'Allah, c'est le Coran. L'infaillible et la « corde » resteront attachés l'un à l'autre sans jamais se séparer jusqu'au jour de la résurrection. L'imam (l'infaillible) conduit au Coran et le Coran conduit à l'imam. Telle est la parole d'Allah : « Oui, ce Coran conduit à ce qui est plus droit,. »